# 纪子的餐桌
《纪子的餐桌》（日语：紀子の食卓）是2006年上映的日本电影，由园子温执导，吹石一惠、つぐみ、吉高由里子、宮田早苗、光石研等主演，是《循环自杀》的续篇。

## 外部連結
- 互联网电影数据库（IMDb）上《纪子的餐桌》的资料（英文）
- 爛番茄上《纪子的餐桌》的資料（英文）
- 豆瓣电影上《纪子的餐桌》的資料 （简体中文）